# New Zealand State Highway 2
Der New Zealand State Highway 2 (State Highway 2 oder in Kurzform SH 2) ist eine Fernstraße von nationalem Rang auf der Nordinsel von Neuseeland.

## Geographie
Die Fernstraße besitzt eine Länge von 968 km der zweitlängste Highway des Landes und wird nur von der Gesamtlänge des State Highway 1 übertroffen, der jedoch über beide Inseln reicht. Der SH 2 ist länger als der Teilabschnitt des SH 1 auf der Nordinsel. Er verläuft zuerst in südöstlicher, später südwestlicher Richtung über einen Großteil der Nordinsel. Er versorgt dabei die im Bereich der Ostküste gelegenen Gebiete, während der weiter westlich verlaufende SH 1 die westlichen Teile der Insel versorgt. Er verbindet Auckland und Wellington über die Hawke’s Bay mit den Städten Napier und Hastings, Gisborne und die Bay of Plenty einschließlich Tauranga.
Über den größten Teil der Strecke ist der SH 2 vergleichbar mit einer deutschen Bundesstraße mit einem Fahrstreifen pro Fahrtrichtung ausgebaut und besitzt ebenerdige Kreuzungen und Grundstückszufahrten.
Der am stärksten befahrene Abschnitt des SH 2 befindet sich nördlich der Ngauranga Interchange in Wellington, hier wurde bei Kilometer 977.6 ein Verkehrsaufkommen von im Mittel 62.000 Fahrzeugen pro Tag gemessen. Der ruhigste Streckenabschnitt liegt nahe Otoko im Gisborne District, wo am Kilometer 375 im Mittel nur 1000 Fahrzeuge pro Tag fahren.

## Streckenführung (Stand 2008)
Der SH 2 zweigt nördlich von Pokeno, etwa 49 km südlich vom Stadtzentrum Aucklands vom SH 1 ab. Er verläuft anfangs nach Osten, überquert die Hauraki Plains und führt dann durch die Schlucht Karangahake Gorge, einem Einschnitt in den Hügeln zwischen der Coromandel Peninsula und den Kaimai Range. Von der ‚Goldstadt‘ Waihi an verläuft er nach Südosten bis zum Tauranga Harbour. Er folgt dessen Küste und erreicht die Stadt Tauranga. Hier verläuft der SH 2 über den Ende 2009 eingeweihten ‚Tauranga Harbour Link‘ am Hafen vorbei durch den industriellen Teil Mount Maunganuis. Weiter durch die Kiwifrucht Stadt Te Puke, wo einige Kilometer später bei Paengaroa der State Highway 33 in das Inland Richtung Rotorua abzweigt. Die Straße folgt nun der Küste in südöstliche Richtung, bis sie für etwa 60 km von Tauranga das Dorf Matata erreicht.
Von hier aus verläuft der SH 2 über etwa 90 km bogenförmig in das Hinterland der Küste. Südlich von Whakatāne kreuzt er die Rangitaiki Plains und wird vom SH 30 gekreuzt. Er verläuft nun südöstlich über Taneatua, durch die Schlucht von Waimana und schwenkt dann nach Norden, um kurz vor Opotiki die Küste der Bay of Plenty zu erreichen. Hinter Opotiki führt die Straße in südlicher Richtung landeinwärts. Der State Highway 35 zweigt in Opotiki ab und folgt dem Küstenverlauf in östlicher Richtung.
Der SH 2 folgt dem Tal des Waioeka River in südlicher Richtung und windet sich den 725 m hohen Gipfel des Traffords Hill empor. Von hier führt er zum Waipaoa River und folgt dessen Tal von Te Karaka bis Makaraka, kurz vor Gisborne. Mit Gisborne ist der SH 2 durch ein kurzes Stück des SH 35 verbunden, der hier wieder auf den SH 2 trifft.
Der SH 2 verläuft in Küstennähe in südliche Richtung, passiert den Wharerata Forest und die Basis der Māhia Peninsula. Bei Nuhaka erreicht er die Küste der Hawke Bay und folgt ihr für etwa 30 km in westliche Richtung bis Wairoa. Dort zweigt der SH 35 Richtung Norden ab. Er überquert den Waihua River nahe der Mündung und macht eine Kurve in das Inland vorbei am Mohaka Forest und dem See Lake Tutira. In Waihua erreicht er wieder die Küste. Er entfernt sich erneut von der Küste und umgeht den küstennahen Gebirgszug der Rocky Range, er überquert den Mohaka River und führt am Westufer des Lake Tutira entlang. Zwischen Wairoa und Tutira wird die Straßentrasse von der Bahnstrecke der Palmerston North Gisborne Line, einer der Hauptstrecken der Nordinsel, begleitet.
Der SH 2 erreicht wieder die Küste der Hawke Bay und hat hier Verbindung mit dem SH 5. Der Highway führt nun durch die nahe beieinander liegenden Städte Napier und Hastings.
Von Hastings aus führt die Straße südwestlich bis Waipukurau ins Inland, dann wendet sie sich kurz nach Westen und folgt einem Zufluss des Tukituki River flussaufwärts. Danach führt die Strecke nach Südwesten und durchquert das Hügelland, das den oberen Teil des Einzugsgebietes des Manawatū River bildet. In Woodville trifft der SH 2 auf den SH 3, der ihn über die Manawatu Gorge mit der Stadt Palmerston North verbindet. Der SH 2 setzt sich in südliche Richtung durch die Wairarapa fort, durchquert Eketāhuna und erreicht Masterton.
Die letzten 100 Kilometer führen durch mehrere kleine Städte der Warapara wie Carterton, Greytown und Featherston. Dann führt er über einen gewundenen, steilen Abschnitt am 555 m hohen Remutaka Pass über die Remutaka Range in das Hutt Valley. Der Highway führt entlang der Randgebiete von Upper Hutt, Lower Hutt und Petone, streift den nördlichen Teil des Wellington Harbour und endet dann an der Ngauranga Interchange mit dem State Highway 1, fünf Kilometer vom Stadtzentrum Wellingtons entfernt.
Obwohl die Ngauranga Interchange das offizielle Ende des SH 2 ist, ist er noch acht Kilometer weiter bis zum Mount Victoria Tunnel ausgeschildert.

## Abzweige
Der State Highway 2 besitzt zwei kurze Abzweige: Der State Highway 2A führt über 2,1 km vom SH 2 in Tauranga zu der Kreuzung mit dem SH 23 in Maungatapu. Der State Highway 2B ist 4,1 km lang und verbindet den SH 2 beim Napier Airport mit dem State Highway 50 bei Taradale. Diese Strecke ist Teil des Hawke's Bay Expressway.

## Änderungen der Streckenführung
Der SH 2 führte einst im Bereich der Bay of Plenty auch durch Whakatāne, dieser Abschnitt wurde jedoch ins Inland über Edgecumbe und Awakeri verlegt, der alte Streckenteil ist heute Teil des State Highway 30.
Der State Highway 2 folgte im Zentrum von Upper Hutt dem Fergusson Drive, dieser Teil wurde in den 1980er Jahren durch die River Road umgangen.
Auch das Südende des SH 2 wurde geändert. Er war der südliche Teil des Wellington Urban Motorway, als der SH 1 noch an der Autobahnabfahrt Aotea Quay endete. 1996 ersetzte der SH 1 diesen südlichen Abschnitt des SH 2.
In Mangatawhiri kam es auf einem Abschnitt des SH 2 zu einer Häufung von Unfällen. Daher wurde eine sieben Kilometer lange Umgehungsstrecke um den Ort gebaut. Hier wurden auf der sonst einspurigen Straße Überholstrecken eingerichtet, um ein sicheres Überholen zu ermöglichen. Seit Dezember 2008 sind die Kreuzungen höhenfrei.